# ۲٬۵-دی هیدروکسی-۱٬۴-بنزوکوئینون
۲٬۵-دی هیدروکسی-۱٬۴-بنزوکوئینون (به انگلیسی: 2,5-Dihydroxy-1,4-benzoquinone) با فرمول شیمیایی C6H4O4 یک ترکیب شیمیایی با شناسه پاب‌کم 42586 است. که جرم مولی آن ۱۴۰٫۱ گرم بر مول می‌باشد. 